# هوشتولگای
هوشتولگای (به لاتین: Hoxtolgay) یک شهرک در جمهوری خلق چین است که در Hoboksar Mongol Autonomous County واقع شده‌است. هوشتولگای ۶٬۶۸۴ کیلومتر مربع مساحت و ۲۲٬۰۰۰ نفر جمعیت دارد.